# Brandenburgische Rettungsmedaille

Die Brandenburgische Rettungsmedaille mit Bandschnalle (grafische Darstellung)

Die Brandenburgische Rettungsmedaille wurde vom Präsidenten des Landtags Brandenburg am 14. Februar 2003 gestiftet. Sie gilt seither als staatliche Anerkennung von Rettungstaten auf dem Landesgebiet von Brandenburg.

## Verleihungsvoraussetzungen
Die Rettungsmedaille kann nur Personen verliehen werden, die unter eigener Lebensgefahr Menschen aus Lebensgefahr gerettet haben oder von der Allgemeinheit eine drohende erhebliche Gefahr abgewendet haben und dabei ein besonderes Maß an Mut und Opferwilligkeit gezeigt haben. Im Übrigen muss die zu ehrende Person auch der staatliche Anerkennung würdig sein. In den Fällen, in denen eine Rettungstat oder ein Rettungsversuch zwar mit mutigem und opferbereitem Einsatz erfolgte, die Verleihungsvoraussetzungen für die Rettungsmedaille aber nicht vorliegen bzw. die Rettungstat ohne Erfolg geblieben ist, so kann statt der Rettungsmedaille eine öffentliche Belobigung ausgesprochen werden; bei einem herausragenden Einsatz kann auch eine Rettungsmedaille verliehen werden. Eine staatliche Anerkennung kann für Rettungstaten im Land Brandenburg, unabhängig vom Wohnsitz des Retters, und für Rettungstaten außerhalb des Landes Brandenburg, wenn der Retter oder der Gerettete seinen Wohnsitz im Land Brandenburg hat, ausgesprochen werden.
Neben diesen beiden staatlichen Auszeichnungen kann bei entsprechend zur Verfügung stehenden Haushaltsmitteln auch eine Geldbelohnung gewährt werden. Sie kommt dann in Betracht, wenn der Retter wirtschaftlich bedürftig ist. Sie kann auch gewährt werden als Ausgleich für erhebliche freiwillige oder zwangsläufige Aufwendungen des Retters, die in ursächlichem Zusammenhang mit der Rettungstat oder für infolge der Rettungstat erlittene, erhebliche Sachschäden stehen. Im Übrigen erhalten Jugendliche unter 18 Jahren neben der staatlichen Auszeichnung eine Armbanduhr mit Widmung als Sachgeschenk.

## Verleihungsausschluss
Die Rettungsmedaille kann nicht an Personen verliehen werden, denen der Schutz des Lebens anderer anvertraut ist oder denen es dienstlich oder beruflich obliegt, der Allgemeinheit drohende Gefahren abzuwenden. Sie können die staatlichen Anerkennungen nur gewährt bekommen, wenn sie bei der zugrundeliegenden Rettungstat, die ihnen obliegenden Dienst- oder Arbeitspflichten erheblich überschritten haben.

## Verleihungspraxis
Über die Verleihung der Rettungsmedaille, die Erteilung einer öffentlichen Belobigung, die Gewährung einer Geldbelohnung oder eines Ausgleichs für Aufwendungen und Sachschäden und die Gewährung eines Sachgeschenkes an Jugendliche entscheidet stets der Minister des Innern. Er händigt auch diese Ehrungen persönlich aus, wobei er diese Verleihungsberechtigung auch auf anderen Personen übertragen kann. Mit Einverständnis des Retters wird die Verleihung im Amtsblatt für das Land Brandenburg bekannt gemacht. Über die Auszeichnung mit einer Geldbelohnung und deren Höhe darf weder dem Geretteten noch Dritten Kenntnis gegeben werden.

## Rücknahme und Entzug der Auszeichnung
Erweist sich der Inhaber der Rettungsmedaille durch sein späteres Verhalten, insbesondere durch eine entehrende Straftat, der Auszeichnung unwürdig oder wird ein solches Verhalten nachträglich bekannt, so kann ihm die Befugnis zum Tragen der Rettungsmedaille entzogen werden. Er ist vor der Entziehung zu hören.

## Postume Verleihung
Hat der Retter in ursächlichem Zusammenhang mit der Rettungstat sein Leben verloren, kann ihm die Rettungsmedaille nach seinem Tode verliehen werden. Rettungsmedaille und Verleihungsurkunde werden in diesem Fall den Hinterbliebenen ausgehändigt.

## Nachträgliche Anerkennungen
Rettungstaten auf dem Landesgebiet von Brandenburg, die bis zum Inkrafttreten des Rettungsgesetzes bereits durch eine staatliche Ehrung Anerkennung gefunden haben, können nachträglich nach diesem Gesetz durch Verleihung der Rettungsmedaille bestätigt werden.

## Aussehen, Beschaffenheit und Trageweise
Die aus einer Silberlegierung bestehende Rettungsmedaille hat einen Durchmesser von 33 mm und zeigt auf ihrer Vorderseite mittig das erhaben geprägte Landeswappen von Brandenburg. Darunter ist halbkreisförmig in Großbuchstaben: BRANDENBURG zu lesen. Die Rückseite zeigt mittig geprägt die Aufschrift: FÜR RETTUNG AUS GEFAHR. Getragen wird die Rettungsmedaille an einem rot-weiß-roten Bande, welches 25 mm breit ist auf der linken oberen Brustseite. Zu der Rettungsmedaille gehört eine Miniatur, die 11 mm groß ist und auf einer rot-weiß-rotem Bandschnalle von 25 mm Breite und 15 mm Höhe ebenfalls auf der linken oberen Brustseite getragen werden kann. Die Rettungsmedaille sowie die Verleihungsurkunde gehen mit Aushändigung in das Eigentum des Beliehenen über. Eine Rückgabepflicht der Hinterbliebenen besteht nicht.

## Sonstiges
Vor der offiziellen Stiftung der Brandenburgischen Rettungsmedaille wurden Retter nur mit einer Urkunde, einem Dankschreiben sowie einem Sachgeschenk gewürdigt. Die Brandenburgische Rettungsmedaille kann auch an Retter verliehen werden, wenn die Rettungstat fehlgeschlagen ist. Statt der historischen Farben orange-weiß der Rettungsmedaillen anderer Bundesländer wird die Medaille am Band in den traditionellen Landesfarben rot-weiß getragen. Überreicht wird die Medaille in einer roten Schatulle, auf deren Vorderseite das brandenburgische Landeswappen in Gold aufgelegt ist.